# (1282) Utopia
(1282) Utopia est un astéroïde découvert par l'astronome sud-africain Cyril V. Jackson le 17 août 1933.